# Zygiens

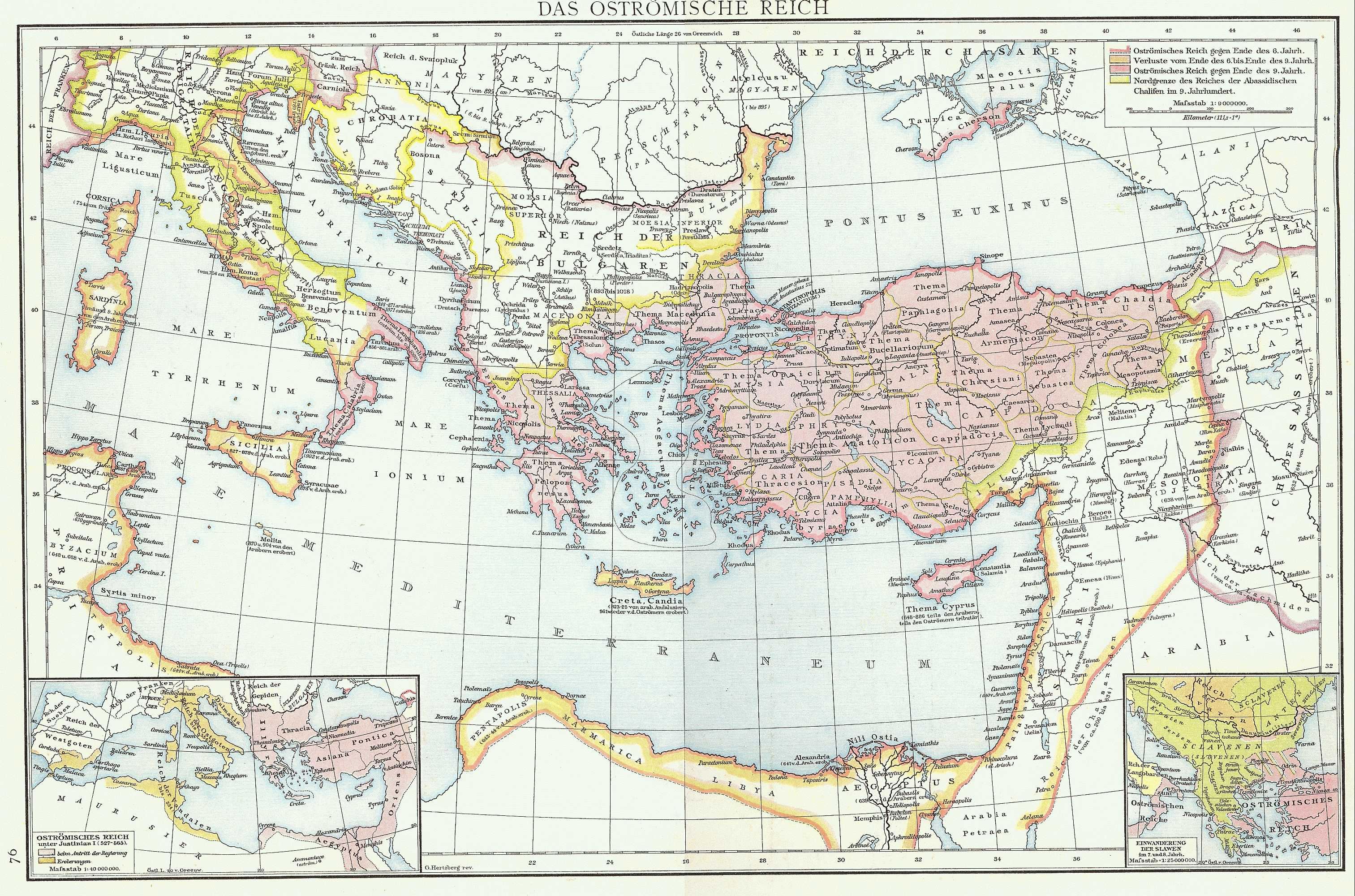
Carte de l'Empire Byzantin réalisée en 1886 par Gustav Droysen indiquant le foyer zygien («ZICHI») sur la côte nord-est de la Mer Noire

Les Zygiens (ζυγιώνοι, les « joints », au sens d'« alliés ») sont un ancien peuple vivant dans la steppe pontique à l'est du Bosphore cimmérien.
Selon les sources, ils étaient soit un peuple à part entière, soit une tribu des Hénioques (Χενιώχοι, les « cochers »).

## Noms
Leur nom varie selon les auteurs ou les traducteurs :
- Strabon les appelle Zyges et les place sur la côte septentrionale du Pont-Euxin, entre les Achéens à l’occident et les Hénioques à l’orient. Mais il les appelle aussi Zygiens, et les compte entre les peuples qui exerçaient la piraterie sur le Pont-Euxin[1].
- Pline[2] donne deux noms différents mais qui se ressemblent :
  - les Zinges parmi les peuples qui habitaient avec les autres Méotes, à l’orient du Bosphore cimmérien ;
  - les Ziges, dont l'orthographe est plus proche de celle des Zyges de Strabon ; mais il les compte entre les Sarmates et les place plus au nord, et à l’orient du Tanaïs ; en revanche, il les met à côté des Dandariens [3], qui, suivant Tacite, devaient vivre au midi des Siraces [4], donc à plusieurs journées de chemin de l’embouchure du Tanaïs, qui est aussi vers le midi. Louis-Gabriel Du Buat-Nançay[5] pense qu'on peut assurer que les Zinges, les Ziges et les Zyges n'étaient qu'un seul et même peuple.
- Denys le Périégète[6], qui vivait au temps d'Hadrien, plaçait les Zygiens avec les Hénioques entre les Achéens et la Colchide ; mais il nous dit aussi qu'ils venaient de la Grèce comme les Hénioques, ce qui a amené à l'hypothèse qu'ils ne constituaient qu'une tribu des Hénioques, parce que Pline nous dit aussi que ces derniers étaient en effet divisés en plusieurs peuples.
- Avienus (Rufus Festus Avienus)[7], qui est l'un des traducteurs de Denys le Périégète, écrit les Zygies et précise dans une note que les Zygies avaient autrefois quitté la Grèce pour s’établir dans le voisinage du Pont-Euxin.
- Priscien[8], autre traducteur du Périégète, écrit les Zygiens et rapporte ce qu'il dit de l’origine grecque aux Hénioques ; ce faisant il semble ne penser qu'à une communauté d'histoire ; en tout cas, il dit très clairement qu’ils habitaient le même pays.
- Ptolémée écrit les Zinches, dont l'orthographe diffère peu des Ziges de Pline, et dit que les Siracenes, qui sont les Siraces, habitaient au midi des Jaxamates (Axamates, Iaxamates) [9] ; il dit aussi qu’après eux, entre les Palus et les monts Hippiques, soit la partie la plus septentrionale du mont Caucase, habitaient les Arinches et les Zinches. Il met donc Arinches et Zinches là où Pline met les Areches et les Ziges, et les place les uns à côté des autres.
- Publius Cornelius Tacitus (Tacite)[10] parle d’un peuple barbare, avec lequel les Romains firent alliance pour la première fois en 810, qu’il appelle Tsiches. Louis-Gabriel du Buat-Nançay pense que ce sont les Zygiens ; en effet, ces derniers devaient être très bien préparés à une guerre de montagne, telle celle à laquelle Corbulon les employa en haute Arménie.
- Enfin, Arrien [11] en parle dans son périple du Pont Euxin [12], qu'il a accompli lui-même, sous le nom de Zilches. Il dit aussi que le fleuve Achaeunte (Ashe) les séparait des Saniches, que Pline appelle Sanniges, et qui selon lui habitaient entre la Colchide et le pays des Hénioques. Arrien ajoute que de son temps les Ziches avaient pour roi Stachemphax, et que celui-ci avait reçu sa couronne de l'empereur Adrien, destinataire de la Lettre.

## Étymologies
- Hénioques signifie en grec « cocher », « conducteur des char » (voir Héniochie).
- Ζυγ [13], Zug- en indo-européen signifie « attelage ».

## Homophonie
La ressemblance phonétique de « Zygiens » avec le mot « Tziganes » (Zigeuner en allemand) donne lieu à des affirmations protochronistes anticipant de plus de mille ans l'arrivée des Roms en Europe.  